# Aruil
Aruil é uma localidade da freguesia de Almargem do Bispo, Pero Pinheiro e Montelavar, concelho de Sintra.
A designação desta localidade vem de ruíle, que significa ferrugem. Esta região em tempos idos foi grande produtora de cereais, os quais eram atacados por uma moléstia chamada, alforra ou ferrugem das searas, que se desenvolvia devido a causas várias, uma das quais o elevado teor de hematite no solo.
Não muito longe de Aruil estão as COVAS DE FERRO, actualmente (2011), cultiva-se nas redondezas o agrião, que por ser um vegetal rico em ferro se dá bem em terrenos,em que há esse mineral.
No Império Romano, o problema da alforra, era tão grave que existia até uma divindade, ROBIGO, que protegia as searas desta moléstia. Finalmente ARUIL, quer dizer sítio, onde as searas, cevada trigo e centeio, e os fenos para o gado, eram atacados pela ferrugem, ou alforra. A origem vem directamente do vocábulo latino rubigo, que é o mesmo que robigo, designação que se atribuía a tudo o que era "avermelhado". Em ARUIL, encontramos o local" eira velha", reminiscências do seu passado cerealífero.

## História
Aruil é uma terra muito antiga. Antigamente apelidada de "Roil" e dividida em duas aldeias distintas - Aruil de Cima e Aruil de Baixo - é, na actualidade, um centro produtor de produtos hortícolas e abastecedor da região de Lisboa. O documento mais antigo que encontrámos relativo a este lugar é o da venda de uma herdade nesta aldeia ao Mosteiro de Chelas, datado de Março de 1191. Outrora pertencente à comarca de Alenquer e à freguesia de Nossa Senhora de Belém de Rio de Mouro, Aruil, possuía, em 1758, 48 casas. Aruil de Baixo era uma terra mais povoada, com 30 fogos habitados por 106 pessoas, ao passo que Aruil de Cima possuía apenas 18 casas habitadas por 59 pessoas. Através da resposta escrita pelo pároco Jozé Antunes ao inquérito enviado pelo Marquês de Pombal, após o terramoto de 1755, sabemos que esta terra padeceu de muita ruína após a catástrofe, mas depressa se reconstruiu. Em 1758, a aldeia estava praticamente recuperada. Na atualidade, Aruil é uma aldeia boa para se viver, com uma escola primária, uma sociedade recreativa e, acima de tudo, postos de trabalho nas áreas da agricultura e dos transportes.